# Flufenoxuron
Flufenoxuron (ISO-benaming) is een insecticide dat ook een acaricide-werking heeft. Het behoort tot de benzoylureumgroep. Tot die groep behoren ook onder andere diflubenzuron, triflumuron en lufenuron. Het zijn insectenontwikkelingsremmers (insect growth regulators), die de biosynthese van chitine in mijten en larven van vlinders beletten.
De stof werd ontwikkeld bij Shell Research in het Verenigd Koninkrijk. Het werd later verkocht door American Cyanamid Co. en BASF. BASF verkocht het onder de merknamen Cascade en Tenopa, dat flufenoxuron in combinatie met alfa-cypermethrin bevat.
Flufenoxuron is een wit kristallijn poeder, zo goed als niet oplosbaar in water. Het is niet ontvlambaar of oxiderend.

## Toepassingen
De stof wordt onder meer gebruikt bij de teelt van druiven, tomaten en sierplanten. Ze is met name effectief gebleken tegen vlindersoorten die plaaginsecten zijn in de fruitteelt, zoals de fruitmot, en die resistent waren tegen andere insecticiden. In België nam het gebruik van flufenoxuron in de appel- en perenteelt sterk toe vanaf 1998. Het percentage van de oppervlakte dat ermee behandeld werd in de appelteelt steeg tussen 1998 en 2001 van 18 naar 57%.

## Regelgeving
Flufenoxuron is inmiddels echter niet meer toegelaten in de Europese Unie. Bij het onderzoek kwamen een aantal problemen van de stof naar voren, waaronder een hoog potentieel voor bioaccumulatie en onzekerheid over de toxische eigenschappen van sommige metabolieten. Ook heeft de stof een hoog risico voor waterorganismen. De Europese Commissie besliste dat de vergunningen voor gewasbeschermingsmiddelen met flufenoxuron ten laatste op 31 december 2011 moesten ingetrokken worden. Bestaande voorraden mochten nog gebruikt worden tot 31 december 2012.

## Toxicologie en veiligheid
De acute toxiciteit voor zoogdieren is laag. Flufenoxuron is niet carcinogeen of genotoxisch. De stof is wel toxisch voor waterorganismen, en omdat ze niet gemakkelijk biologisch afbreekbaar is, blijft ze stabiel in water en kan ze zeer bioaccumuleerbaar zijn in vissen.